# Pseudovanilla affinis
Pseudovanilla affinis är en orkidéart som först beskrevs av Johannes Jacobus Smith, och fick sitt nu gällande namn av Leslie Andrew Garay. Pseudovanilla affinis ingår i släktet Pseudovanilla och familjen orkidéer.
Artens utbredningsområde är Java. Inga underarter finns listade i Catalogue of Life.